# 1833
1833 (MDCCCXXXIII) je bilo navadno leto, ki se je po gregorijanskem koledarju začelo na torek, po 12 dni počasnejšem julijanskem koledarju pa na nedeljo.

## Dogodki
- Jožef Košič izda madžarsko-slovensko (prekmursko) slovnico Krátki návuk vogrszkoga jezika za zacsetníke.
- Začne in konča se Karlistična vojna v Španiji.

## Rojstva
- 12. januar - Eugen Karl Dühring, nemški filozof, ekonomist, socialist, kritik marksizma († 1921)
- 19. februar - Élie Ducommun, švicarski mirovnik, novinar, nobelovec († 1906)
- 7. maj - Johannes Brahms, nemški skladatelj († 1897)
- 13. junij - Anton Mežnarc, slovenski nabožni pisatelj in prevajalec († 1900)
- 11. avgust - Robert Green Ingersoll, ameriški politik in govornik († 1899)
- 20. september - Ernesto Teodoro Moneta, italijanski novinar, nobelovec, mirovnik († 1918)
- 19. november - Wilhelm Dilthey, nemški zgodovinar, sociolog, literarni teoretik in filozof († 1911)

## Smrti
- 10. januar - Adrien-Marie Legendre, francoski matematik (* 1752)
- 22. april - Richard Trevithick,  britanski izumitelj in rudarski inženir  (* 1771)
- 10. september – Štefan Sijarto, slovenski pisatelj in pesnik na Madžarskem (* 1765)
- 27. september - Ram Mohan Roy, indijski (bengalski) hindujski družbeni reformator in ustanovitelj gibanja Brahmo Samadž (* 1772)